# Ferdinand Portmans
Le chevalier François Marie Ferdinand Portmans, né le 23 décembre 1854 à Saint-Trond et décédé le 19 mars 1938  à Hasselt est homme politique belge flamand, membre du parti catholique.

## Biographie
Après des humanités à Saint-Trond, il fait des études de docteur en droit à la KUL et devient notaire (1885). Il est cofondateur de la première mutuelle à Saint-Trond. Pendant la guerre scolaire, il est président d'un comité scolaire à Saint-Trond.
Il est élu conseiller communal à Saint-Trond (1881-1887), puis à Hasselt (1895) et enfin bourgmestre de Hasselt (12/12/1895-03/1937). Il est élu conseiller provincial de la province de Limbourg (Belgique) (1892-1912) député de l'arrondissement de Hasselt (02/06/1912-30/05/1913) et enfin, devient sénateur de l'arrondissement de Hasselt-Tongeren-Maaseik en suppléance de Edmond Whettnall (20/04/1913-1932).
Il fut créé chevalier en 1929. Il fut décoré de la Croix civile 1re classe, devint grand officier de l'ordre de Léopold, grand-croix de l'ordre de Léopold II, Commandeur de l'ordre de Saint-Grégoire-le-Grand et Ordre du Mérite civil (Bulgarie).
Il fut marié à Marie Joséphine Alphonsine Roelants, prédécédée avec qui il eut 9 enfants.

## Sources
- Bio sur ODIS